# Kreiskrankenhaus Emmendingen
Das Kreiskrankenhaus Emmendingen ist ein Krankenhaus in Emmendingen. Träger ist der Landkreis Emmendingen.

## Geschichte
Das Haus wurde 1977 in Betrieb genommen.

## Einrichtung
Das Haus verfügt über 263 Betten. Es hat neun Fachabteilungen, darunter die einzige Geburtenabteilung im Landkreis Emmendingen. Es beschäftigt rund 600 Mitarbeiter, darunter etwa 70 Ärzte.